# Alexandre Paryguin
Alexandre Paryguin, né le 25 avril 1973 à Almaty en République socialiste soviétique du Kazakhstan, est un pentathlonien kazakh.
Lors des Jeux olympiques d'été de 1996 se déroulant à Atlanta il remporte la médaille d'or de l'épreuve individuelle.

## Palmarès

### Jeux olympiques
- Champion olympique en individuel lors des Jeux olympiques d'été de 1996 se tenant à Atlanta ( États-Unis)